# Тябуты (Псковская область)
Тябуты — деревня в Себежском районе Псковской области России. Входит в состав городского поселения Идрица.

## География
Находится на юго-западе региона, в центральной части района, в обезлесенной местности у реки Чернея, вблизи деревни Харманово.
Уличная сеть не развита.

## История
В 1802—1924 годах земли поселения Тибуты входили в Себежский уезд Витебской губернии.
В 1941—1944 гг. местность находилась под фашистской оккупацией войсками Гитлеровской Германии.
До 1995 года деревня входила в Мостищенский сельсовет. Постановлением Псковского областного Собрания депутатов от 26 января 1995 года все сельсоветы в Псковской области были переименованы в волости и деревня стала частью Мостищенской волости.
В 2015 году Мостищенская волость, вместе с населёнными пунктами, была влита в состав городского поселения Идрица.

## Население
| 2001 | 2002 | 2010 |
| ---- | ---- | ---- |
| 13   | ↗17  | ↘5   |

Согласно результатам переписи 2002 года, в национальной структуре населения русские составляли 82 % от общей численности в 17 чел..

## Инфраструктура
Личное подсобное хозяйство.

## Транспорт
Автомобильная дорога общего пользования местного значения «Лопухи — Тябуты» (идентификационный номер 58-254-855 ОП МП 58Н-080), протяжённостью 6 км.
Просёлочная дорога с выездом на автодорогу регионального значения «Толкачево — Себеж — Заситино» (идентификационный номер 58 ОП РЗ 58К-563).